# Эшли-Купер, Энтони, 5-й граф Шефтсбери
Энтони Эшли-Купер, 5-й граф Шефтсбери (англ. Anthony Ashley Cooper, 5th Earl of Shaftesbury; 17 сентября 1761 — 14 мая 1811) — британский пэр.

## Биография
Родился 17 сентября 1761 года. Старший сын Энтони Эшли-Купера, 4-го графа Шефтсбери (1711—1771), и Мэри Плейделл-Бувери (1730—1804). Он получил образование в Винчестерском колледже и в Крайст-черч Оксфордского университете.
27 мая 1771 года после смерти своего отца Энтони Эшли-Купер унаследовал титулы 5-го графа Шефтсбери (Пэрство Англии), 5-го барона Купера из Полетта в графстве Сомерсет (Пэрство Англии), 5-го барона Эшли из Уимборна Сент-Джайлса в графстве Дорсет (Пэрство Англии) и 6-го баронета Купера из Рокборна в графстве Хэмпшир.
Заместитель лейтенанта Дорсета, член Королевского общества (1785) член общества антиквариев (1785).
17 июля 1786 года лорд Шефтсбери женился на Барбаре Уэбб, дочери сэра Джона Уэбба, 5-го баронета, и Мэри Сальвен из Одсток-хауса, Уилтшир. У супругов была одна дочь:
- Леди Барбара Эшли-Купер (19 октября 1788 — 5 июня 1844)[2][3], в 1814 году она вышла замуж за Уильяма Понсонби, 1-го барона де Моли (1787—1855).

Лорд Шефтсбери умер 14 мая 1811 года в возрасте 49 лет и был похоронен в приходской церкви Св. Джайлза в Уимборне-Сент-Джайлз, Дорсет. После его смерти, не имея наследника мужского пола, титул перешел к его младшему брату, Кропли Эшли-Куперу.